# For Him and the Girls
For Him and the Girls è il primo album in studio del cantautore canadese Hawksley Workman, pubblicato nel 1999.

## Tracce
1. Maniacs
2. No Sissies
3. Sad House Daddy
4. Tarantulove
5. Sweet Hallelujah
6. Bullets
7. Don't Be Crushed
8. Stop Joking Around
9. All of Us Kids
10. Safe and Sound
11. Paper Shoes
12. Baby This Night
13. No More Named Johnny
14. Beautiful and Natural